# Наталовка (Крестовская сельская община)
Наталовка (укр. Наталівка) — село в Крестовской сельской общине Каховского района Херсонской области Украины.
Население по переписи 2001 года составляло 102 человека. Почтовый индекс — 75222. Телефонный код — 5538. Код КОАТУУ — 6525482503.

## Местный совет
75222, Херсонская обл., Чаплинский р-н, с. Новонаталовка, ул. Мира, 36